# Hostînne, Znameanka
Hostînne (în ucraineană Гостинне) este un sat în comuna Dmîtrivka din raionul Znameanka, regiunea Kirovohrad, Ucraina.

## Demografie
Componența lingvistică a localității Hostînne
     Ucraineană (90,48%)
     Rusă (8,84%)
     Alte limbi (0,34%)
Conform recensământului din 2001, majoritatea populației localității Hostînne era vorbitoare de ucraineană (90,48%), existând în minoritate și vorbitori de rusă (8,84%).